# Indali Péter
Indali Péter vagy Erdélyi Indali Péter (Pata, 1824. július 24. – Kolozsvár, 1885. július 8.) tanítóképző-intézeti tanár, tankönyvíró, iskolaigazgató.

## Életpályája
Szülei földművelők voltak. Iskoláit szülőhelyén kezdte a református kántornál és a kolozsvári református kollégiumban fejezte be. A bölcseleti, jogi és hittani tanfolyamok alatt, mint szegény szülők gyermeke, magán- és osztálytanítással tartotta fenn magát. II. éves teológus korában a tanvezetőtanár Nagy Ferenc felkérte fia Miklós (a Vasárnapi Ujság későbbi szerkesztője) tanítására. Két megkoszorúzott pályamunkája (Bűnvádi eljárásoknál a szóbeli nyilvános eljárásnak micsoda elsőségei vannak az írásbeli titkos eljárás fölött? és Cuius status Transilvaniae ante separationem et quibusdam ea causis sit atribuenda) nagyban befolyásolták tanítói tekintélyének öregbítését. Tanításának sikere arra bírta az iskolai elöljáróságot, hogy a főkonzisztórium által berendelt számos falusi tanító előtt előadások tartására kérték fel.
A szabadságharc idején az erdélyi borzalmak elől a gróf Mikes családdal Pestre menekült, onnan Windischgrätz bevonulása után megint visszatért Kolozsvárra, ahol a református főiskolában és egypár úri háznál nyert alkalmazást, azonban ismét távoznia kellett az orosz bevonulás miatt. A forradalom alatt Miskolcon és környékén húzta meg magát. Innét Pestre ment és a Szőnyi-féle nevelőintézetben nyert alkalmazást és főuraknál (báró Eötvös József, gróf Teleki Domokos, báró Prónay Gábor és többek házánál) magánleckét adott. 1857 vége felé Kolozsvárra tért vissza, ahol a  református egyház belvárosi leányiskolájának vezetésével bízták meg, felesége ugyanitt a női kézimunkát tanította. Itt is, mint Pesten, több úri háznál, gróf Mikó Imrénél, gróf Bethlen Pálnál és Tisza Lászlónál stb. tanított. A leányiskola vezetéséről neje betegeskedése miatt lemondott, ezért a református főiskolánál alkalmazták a német nyelv és földrajz tanáraként. 1870-ben a kolozsvári polgári iskola választotta meg tanárnak, és egyidejűleg a vallás- és közoktatásügyi miniszter kinevezte az akkor megnyílt tanítónőképzőhöz a földrajz és történelem tanárává.
Gyermekei közül három leánya végzett tanítóképzőt és kapott oklevelet, ezek egyike Indala Ida, aki a német nyelvre is képesített tanítónő volt, Hegedűs István egyetemi tanár neje lett. Fia Indali Gyula (1851–1880) költő volt.

## Munkássága
Cikkeket írt a Kolozsvári Szabadságba (1849) és a Kolozsvári Közlönybe (az 1850-es évek elején), a Vasárnapi Ujságba (1854. Isten dicsérése esténként az Alpokon Sartorius után) és több pedagógiai cikket szaklapokba.

### Munkái
- Egészen új szerkezetű abc, vagyis vezérkönyv az olvasás tanításra és tanulásra. Eger, 1852. (A hangoztató és írva olvastató módszert szem előtt tartva ez a könyv hamar nagy népszerűségre tett szert, több kiadást ért meg 1862 és  1878 között.)
- A fukarság. Sue Jenő után franciából ford. Miskolc, 1852. (Szépirodalmi Könyvtár 7–9.)
- ABC és olvasókönyv protestáns algymnasiumok I–IV. osztályai számára. Miskolc, 1856–59. Három kötet. (Az I. és II. oszt. számára 2. kiadás. Uo. 1862. A 3. kiadás: Magyar olvasókönyv gymn., felső elemi, polgári és reáltanodák számára, Bpest. 1876.)
- Képes verses-könyv. Ajándékul jó gyermekeknek írta s ford. Színezett képekkel. Pest. 1858. (2. kiadás. Uo. 1871.)

Nevét Erdélyi I(ndali) Péternek írta.

## Emlékezete
1902-ben a kolozsvári Eszterházy utca (ma N. Bălcescu u.) 5. szám alatti házon, egykori lakhelyén emléktáblát helyeztek el. A tábla ma már nincs meg.
Sírja a Házsongárdi temetőben van a Jósika-kripta közelében.